# Ordinul Meritului FIFA
Ordinul Meritului FIFA este cea mai înaltă distincție oferită de FIFA. Premiul este oferit anual la congresul FIFA. În mod normal, este el este oferit peroanelor care se consideră că au realizat o contribuție semnificantă pentru fotbal.
La congresul centenar FIFA a făcut câte o mențiune pentru fiecare decadă de existență a sa. Aceste premii au fost acordate fanilor, organizațiilor, cluburilor, și una Fotbalului African. Aceastea au fost denumite Ordinul Meritului Centenar al FIFA.
Câștigătorul nu este neapărat de a fi implicat direct în fotbal. Astfel, una din cele mai notabile personalități extra-fotbalistice, Nelson Mandela a fost decorat pentru că a adus și promovat fotbalul în Africa de Sud.

## Recipienți

### Asociații de fotbal
| Recipient                                | An                      |
| Asociación Uruguaya de Fútbol            | 2004 (Centennial Award) |
| African Football                         | 2004 (Centennial Award) |
| International Football Association Board | 2004 (Centennial Award) |

### Fotbaliști
| Recipient             | An         | Naționalitate              | Note                     |
| --------------------- | ---------- | -------------------------- | ------------------------ |
| Franz Beckenbauer     | 1984, 2004 | Germania                   | Centennial Award in 2004 |
| Bobby Charlton        | 1984       | Anglia                     |                          |
| Pele                  | 1984, 2004 | Brazilia                   | Centennial Award in 2004 |
| Stanley Rous          | 1984       | Anglia                     |                          |
| Dino Zoff             | 1984       | Italia                     |                          |
| Lev Iașin             | 1988       | Uniunea Sovietică          |                          |
| Antonio Carbajal      | 1992       | Mexic                      |                          |
| Stanley Matthews      | 1992       | Anglia                     |                          |
| Francisco Varallo     | 1994       | Argentina                  |                          |
| Alfredo Di Stefano    | 1994       | Argentina/ Spania          |                          |
| Eusebio               | 1994       | Portugalia                 |                          |
| Just Fontaine         | 1994       | Franța                     |                          |
| Zico                  | 1996       | Brazilia                   |                          |
| Bobby Moore           | 1996       | Anglia                     |                          |
| Salif Keita           | 1996       | Mali                       |                          |
| Michelle Akers        | 1998       | Statele Unite ale Americii |                          |
| Larbi Benbarek        | 1998       | Maroc                      |                          |
| Gilmar                | 1998       | Brazilia                   |                          |
| Gerd Müller           | 1998       | Germania                   |                          |
| Fernand Sastre        | 1998       | Franța                     |                          |
| Pradip Kumar Banerjee | 2004       | India                      | Centennial Award in 2004 |
| Lee Ramoon            | 2004       | Insulele Cayman            |                          |
| Johnny Warren         | 2004       | Australia                  |                          |
| Paolo Maldini         | 2008       | Italia                     |                          |
| Bobby Robson          | 2009       | Anglia                     |                          |
| Johan Cruijff         | 2010       | Țările de Jos              |                          |
| Steve Sumner          | 2010       | Noua Zeelandă              |                          |

### Arbitri
| Recipient            | An   | Naționalitate |
| Farouk Bouzo         | 1996 | Siria         |
| Javier Arriaga Muñiz | 1996 | Mexic         |

### Oficiali de fotbal
| Recipient           | An   | Naționalitate               |
| Chen Chengda        | 1994 | China                       |
| Sir Arthur George   | 1994 | Australia                   |
| Maurice Burlaz      | 1996 | Franța                      |
| Guillermo Canedo    | 1998 | Mexic                       |
| Henry Fok           | 1998 | Hong Kong, China/ China     |
| Julio Grondona      | 1998 | Argentina                   |
| Vyacheslav Koloskov | 1998 | Rusia                       |
| Bert Millichip      | 1998 | Anglia                      |
| Karl Heinz Weigang  | 1998 | Germania                    |
| Santiago Bernabéu   | 2002 | Spania                      |
| João Havelange      | 2004 | Brazilia (Centennial Award) |
| Jules Rimet         | 2004 | Franța (Centennial Award)   |
| Nodar Akhalkatsi    | 2008 | Georgia                     |
| Lisle Austin        | 2010 | Barbados                    |
| Junji Ogura         | 2010 | Japonia                     |
| György Szepesi      | 2012 | Ungaria                     |

### Alte persoane
| Recipient           | An   | Naționalitate              |
| Henry Kissinger     | 1996 | Statele Unite ale Americii |
| Nelson Mandela      | 1998 | Africa de Sud              |
| Fernando G. Alvarez | 2005 | Statele Unite ale Americii |

### Cluburi
| Recipient      | An   | Țara                      |
| Real Madrid    | 2004 | Spania (Centennial Award) |
| Sheffield F.C. | 2004 | Anglia (Centennial Award) |

### Corporații
| Recipient                                        | An   | Țara                       | Corporația             |
| Douglas Ivester                                  | 1996 | Statele Unite ale Americii |                        |
| Adidas                                           | 2004 | Germania                   | N/A (Centennial Award) |
| Coca-Cola                                        | 2004 | Statele Unite ale Americii | N/A (Centennial Award) |
| Association Internationale de la Presse Sportive | 2004 | Franța                     | N/A (Centennial Award) |

### Altele
| Recipient             | An                      |
| Fans of Japan         | 2004 (Centennial Award) |
| Fans of Korea         | 2004 (Centennial Award) |
| Televiziunea          | 2004 (Centennial Award) |
| The City of Sheffield | 2004 (Centennial Award) |